# Ludvig Fritzson
Nils Ludvig Fritzson, född 25 augusti 1995 i Mölltorp, är en svensk fotbollsspelare som spelar för polska Zagłębie Lubin.

## Klubbkarriär
Ludvig Fritzson lämnade Tibro AIK för Degerfors IF inför säsongen 2015. Hans första seriematch från start var på bortaplan mot Östersunds FK, den 3 juni 2015. Fritzson gjorde två mål och fick därefter fortsatt förtroende i startelvan. Två omgångar senare gjorde han det matchvinnande målet mot Syrianska FC. I samband med genombrottet kallades han för ”Superettans hetaste spelare” i Sportbladet.
Under debutsäsongen i Degerfors IF var Fritzson lagkamrat med sin storebror Hannes Fritzson. Efter säsongen meddelade dock Hannes att han slutade som fotbollsspelare på elitnivå.
I januari 2017 värvades Fritzson av Östersunds FK. I december 2022 värvades Fritzson av IF Brommapojkarna, där han skrev på ett tvåårskontrakt.
Den 14 januari 2025 värvades Fritzson av polska Zagłębie Lubin, där han skrev på ett 1,5-årskontrakt med option på ytterligare ett år.

## Landslagskarriär
Ludvig Fritzson gjorde debut för U20-landslaget den 12 oktober 2015, då Sverige mötte Danmark på CASA Arena i Horsens. Fritzson spelade hela matchen och hade tröjnummer 9. Landslaget bestod av en kombination av spelare födda 1995 och 1996.